# Last Friday Night (T.G.I.F.)
"Last Friday Night (T.G.I.F.)" é uma canção da cantora estadunidense Katy Perry, gravada para seu terceiro álbum de estúdio de música pop, Teenage Dream. A canção foi lançada como quinto single do disco em 6 de junho de 2011, pela gravadora Capitol Records. Composta por Perry, Bonnie McKee, Dr. Luke e Max Martin e produzida pelos dois últimos, a faixa surgiu no topo das paradas Hot Digital Songs e Hot Dance Club Songs. Quando atingiu o primeiro lugar da parada Hot 100 da Billboard, assim como seus quatro antecessores, a canção tornou Teenage Dream o segundo álbum na história da parada americana a conseguir tal feito. O único artista a atingir tal marca foi Michael Jackson com seu álbum Bad, em 1987.
O videoclipe da canção, que traz referências aos anos '80, foi dirigido por Marc Klasfeld e lançado no portal VEVO em 12 de junho de 2011. Em 8 de agosto, uma versão remix foi lançada nas rádios, com participação da rapper Missy Elliot.

## Antecedentes
Perry revelou que ela se inspirou para escrever a música após correr nua em um parque. Segundo a Music Rooms, Perry afirma que depois de uma noite selvagem de festa e nudez, ela escreveu a canção sobre suas palhaçadas no dia seguinte. Perry revelou:
| “ | Não há nada melhor do que uma festa de dança improvisada com meus amigos. Minha música 'Last Friday Night (T.G.I.F)' é uma canção sobre libertinagem, pois eu tive uma daquelas noites em Santa Barbara. Fomos para um lugar chamado Wildcat e ficamos loucos [..] Nós tivemos algumas cervejas e dançamos até morrermos, então trouxemos a festa de volta para o quarto de hotel [...] A maior parte da música é verdade, além do ménage à trois... infelizmente! Mas, nudez no parque, sim, isso é o que nós fizemos, então tivemos que escrever uma canção sobre isso no dia seguinte! | ” |

Bonnie McKee, a co-escritora da canção afirmou: "T.G.I.F é praticamente uma palavra para a descrição de nossa viagem a Santa Barbara [com Perry], é por isso que eu amo a música. É muito brega e divertido e me faz nostálgico."

## Arte da capa
Katy Perry revelou a capa da edição de remixes de "Last Friday Night (T.I.G.F.)" na página de seu Facebook oficial. Na foto, a cantora aparece com características de nerd, incluindo o protetor de boca e óculos, e foi tirada quando ela recebeu o Teen Choice Awards no verão de 2010. A imagem é cercada por cores neon dos anos 80 e gráficos espirais.

## Composição
"Last Friday Night (T.G.I.F.)" é uma canção dance-pop e pop rock com uma duração de três minutos e cinquenta segundos. A faixa é definida em tempo comum e tem um ritmo moderado de 126 batimentos por minuto, tempo com maior ritmo que as faixas normais. O tom de voz alcançado é fá maior, com a expansão vocal de Katy Perry de uma oitava, entre D4 e E5, sendo que a progressão de acordes segue o ritmo C-Am7-Em7-D.
A canção fala de uma balada dos anos 80, como nos versos "Last friday night, we went streaking in the park, skinny dipping in the dark, then had a menage a trois".

## Recepção da crítica
| Críticas profissionais | Críticas profissionais |
| Avaliações da crítica  | Avaliações da crítica  |
| Fonte                  | Avaliação              |
| ---------------------- | ---------------------- |
| About.com              | 4 de 5 estrelas.       |
| Digital Spy            | 5 de 5 estrelas.       |

Robert Copsey da Digital Spy deu a canção cinco de cinco estrelas, dizendo que é o "milho doce de canções pop, açucaradas preocupantemente viciante", afirmando que é a combinação perfeita para o seu quinto single consecutivo em primeiro lugar na Hot 100. Alex Alves do site POPLine deu a canção 70 de uma escala de 100, dizendo que é a cara do verâo. Alex complementou dizendo que o "ponto alto é o côro digno de líderes de torcida americanas gritando 'T.G.I.F.' é algo que chega a ser atroz e vergonhoso em qualquer tipo de single de qualquer tipo de artista. e um ponto baixo da canção entretanto, a vergonha logo passa com um breve e bom solo de saxofone.' Rolling Stone disse "Perry gosta de suas canções tagarelas; no lingote traquinagem" Last Friday Nigh ", ela emite um som, "Acho que precisamos de um refri/Isso foi um erro épico". Slant Magazine disse "Last Friday Night (T.G.I.F.)" "é uma jam rinque sem vida com um T!" G! I! F! "mensagem -ao longo que, sem dúvida, proporcionar a trilha sonora para qualquer número de partes irmandades desprezível neste semestre". Spin Magazine disse que "Last Friday Night narra uma noite de malícia sem parar - acho estrias, magro-mergulhando e ménage à trois-ing".
Now Magazine disse "A cantora afirmou recentemente que a cativante Last Friday Night (T.G.I.F.) é sua versão de I Gotta Feelin '. Com letras sobre fotos acabar online depois de uma noite devassa, é também uma reminiscência de Lady cantando Gaga sobre drunkenly perdê-la chaves Perry celular no Just Dance. derivativos, com certeza, mas a música atinge um equilíbrio perfeito entre recurso de Perry sexo e charme, pateta modesto". The A.V. Club disse "supondo que tudo aqui é baseado na vida real também significa que temos que aceitar que ela teve um ménage à trois no indie-rock-meets-American Idol corte Last Friday Night (T.G.I.F.)." The Washington Post disse que "sobre guitarras e teclados strummy ziguezagueando, Perry narra uma noite de farra e sem repercussões, suas transgressões inocentes (estrias, magro sem roupa) mencionada no mesmo fôlego como o problema mais grave (contusões misteriosas, um apagão), mas... [quando] é hora de Perry para refletir sobre suas loucuras três horas, ela dura canta: "Isso foi um erro épico." Parece que a tentativa de um pai sem noção de falar com os adolescente.

## Presença em "Fina Estampa" (2011/2012)

Trilha sonora internacional da novela "Fina Estampa", lançada em CD pela gravadora Somlivre em 2011/2012 que a canção esteve incluída.

No Brasil, a canção foi incluída na trilha sonora internacional da novela "Fina Estampa" de Agnaldo Silva, exibida pela TV Globo entre 2011/2012, lançada pela "Somlivre".

## Videoclipe

### Produção
O videoclipe foi filmado por volta de 3-6 de Maio, na casa do ator estadunidense John Schneider, Com a direção de Marc Klasfeld, e co-direção de Danny Lockwood. Em seu Twitter, a cantora revelou que o clipe de “Last Friday Night” foi gravado, "Contei a um pessoal sobre o meu novo vídeo que eu acabei de filmar e me responderam: 'uau, isso vai bombar na internet' … eu deveria bater na madeira?"
O teaser do vídeo foi lançado no perfil de Perry do YouTube em 7 de junho de 2011, onde ela tem uma alterego chamada Kathy Beth Terry, onde ela está em uma festa com outros adolescentes agindo descontroladamente, em seguida, aparece sua nerd com óculos e aparelho. O videoclipe oficial vazou na internet no dia 11 de Junho de 2011. Por conta do vazamento, Katy Perry resolveu lançar o clipe dia 12 de junho um dia depois do vazamento com 8 minutos, e conta com uma cena com o remix da música, diálogos e créditos. A cantora Rebecca Black faz uma participação no vídeo como a melhor amiga de Kathy Beth Terry. Também há a participação dos atores Darren Criss, Kevin McHale e Corey Feldman, além do saxofonista Kenny G, da cantora Debbie Gibson e da banda Hanson. O diretor Marc Klasfeld falou sobre a produção do vídeo em entrevista a MTV News:
| “ | O enredo é, definitivamente influenciado por, "Sixteen Candles" de John Hughes. E todos os grandes filmes de colegial dos anos 80. O Darren [Criss], foi ótimo. Ele estava lá por uma hora. Ele veio, acertou em cheio, fez o que tinha de fazer. Tem a Katy! Uma coisa sobre ela, ela realmente tomou o papel, ela mergulhou nele e fez tudo o que foi pedido e muito mais. Há um monte de cenas cortadas que realmente não poderia mostrar. Ela se divertiu bastante com isso. Rebecca foi excelente durante o tempo todo. Ela estava realmente animada, e eu acho que ela estava ótima. Ela parece uma estrela da Disney no vídeo, então quem sabe o que vem por aí para ela? Esta foi uma cena divertida. [Rebecca e Katy] espécie de primeiro encontro nesta cena. Nós não usamos realmente cera [na Katy]. Eu acho que foi o mel. Ela realmente não tem pelos para colocar cera, mas a suspensão da descrença, como dizem. E tem o retiramento do aparelho "freio de burro", e lá vem ela. Obviamente, um monte de filmes fazem isso [erros de gravação no crédito], mas a minha influência para o vídeo foi "Cannonball Run" porque "Cannonball Run" sempre teve esses cenas cortadas ótimas que passou para sempre. Tivemos tantas cenas cortadas, poderíamos deixá-las ir por 14 minutos, mas tivemos que parar em algum ponto. | ” |

### Sinopse
O vídeo homenageia os filmes da década de 80, e Katy Perry interpreta Kathy Beth Terry, uma nerd que recebe conselhos da amiga Rebecca Black e dá uma festa em casa enquanto os pais saem de viagem. Kathy Beth Terry, uma adolescente nerd que usa aparelho extrabucal e óculos, acabou de acordar de manhã depois de uma festa em casa. Um convidado, Aaron Christopherson abre a porta do seu quarto e a parabeniza pela festa no qual define ser "a melhor de todas". Confusa quanto ao que aconteceu, ela acessa a internet, para poder encontrar fotos dela em vários jeitos comprometedores, incluindo uma foto dela lambendo o abdome do homem na cama ao lado dela. O vídeo, em seguida, entra em um flashback dos acontecimentos que ocorreram na noite anterior.
Ao fazer um jogo de Sudoku, Kathy escuta música alta da casa ao lado, e vai até lá reclamar. Ela é recebida por Rebecca Black, que a convida para entrar. Outro aluno nerd da oitava série, Everett McDonald, olha a Terry de longe e fantasia sobre estar com ela. Kathy, porém está mais interessada em Steve Johnson, um jogador de futebol americano atraente, que a ignora por causa de sua aparência. Para animá-la, Black "reforma" o visual de Kathy. Elas também são vistas jogando Just Dance 2. O músico Kenny G toca um solo de saxofone no telhado, enquanto os músicos da Hanson agem como a banda da casa. Todo a festa se muda para casa de Kathy. No final da noite, Kathy, finalmente, desmaia ao lado de Steve. O vídeo volta para a manhã seguinte, onde ela olha para as fotos com arrependimento, mas também está em êxtase por ter o Steve nu desmaiado em sua cama. O vídeo termina com os pais de Kathy, Kirk Terry e Tiffany Terry. Os créditos finais do vídeo dispõem de várias cenas excluídas, erros, e cenas extras da festa, como Everett trazendo um café da manhã na cama para Kathy.

### Recepção
Jillian Mapes da Billboard, deu uma avaliação positiva ao vídeo, dizendo que "Katy está tendo um repleto momento John Hughes". Afrimando que "'Last Friday Night' possui um ataque de aparições verdadeiramente aleatória." Kyle Anderson do Entertainment Weekly disse que, "embora o desempenho de Perry estava tipicamente maníaco (e genuinamente engraçado), Black e Feldman acabam roubando o show." Anderson ainda disse que o videoclipe pode ser o melhor do álbum Teenage Dream por enquanto. Rolling Stone notou que "as letras são muito do momento, com referências a "erro épico" e fotos embaraçosas da festa acabaram online, e o vídeo se inclina rigidamente em imagens patetas dos anos oitenta, mas o clipe funciona melhor quando ambos os períodos de tempo colidem e coexistem sem explicação." E também comentou que "a parte mais charmosa do vídeo é quando Rebecca Black aparece para dar uma reforma em Katy que, essencialmente, transforma ela da garota Steve Urkel para uma morena Kelly Bundy."

## Faixas
| CD Single Promocional (Capitol/Virgin 0286062) |                                                  |                                                            |                |         |  |
| N.º                                            | Título                                           | Compositor(es)                                             | Produtor(es)   | Duração |  |
| 1.                                             | "Last Friday Night (T.G.I.F.)" (versão do álbum) | Katheryn Hudson, Lukasz Gottwald, Max Martin, Bonnie McKee | Dr. Luke       | 3:52    |  |
| 2.                                             | "Last Friday Night (T.G.I.F.)" (instrumental)    | K. Hudson, L. Gottwald, M. Martin, B. McKee                | Dr. Luke       | 3:48    |  |
| Duração total:                                 | Duração total:                                   | Duração total:                                             | Duração total: | 7:00    |  |

| CD Single Promocional (Remixes) (Capitol/Virgin) |                                                              |                                                            |                |         |  |
| N.º                                              | Título                                                       | Compositor(es)                                             | Produtor(es)   | Duração |  |
| 1.                                               | "Last Friday Night (T.G.I.F.)" (Sidney Samson Dub)           | Katheryn Hudson, Lukasz Gottwald, Max Martin, Bonnie McKee | Dr. Luke       | 6:04    |  |
| 2.                                               | "Last Friday Night (T.G.I.F.)" (Sidney Samson Club Mix)      | K. Hudson, L. Gottwald, M. Martin, B. McKee                | Dr. Luke       | 6:19    |  |
| 3.                                               | "Last Friday Night (T.G.I.F.)" (Sidney Samson Extended Edit) | K. Hudson, L. Gottwald, M. Martin, B. McKee                | Dr. Luke       | 4:12    |  |
| Duração total:                                   | Duração total:                                               | Duração total:                                             | Duração total: | 16:35   |  |

| Download Digital - Remix |                                                                    |                                                                             |                        |         |  |
| N.º                      | Título                                                             | Compositor(es)                                                              | Produtor(es)           | Duração |  |
| 1.                       | "Last Friday Night (T.G.I.F.)" (com participação de Missy Elliott) | Katheryn Hudson, Lukasz Gottwald, Max Martin, Bonnie McKee, Melissa Elliott | Dr. Luke, Missy Elliot | 3:58    |  |
| Duração total:           | Duração total:                                                     | Duração total:                                                              | Duração total:         | 3:58    |  |

## Créditos
| - Katy Perry - Compositora e vocal - Dr. Luke - Compositor, produção, tambor. teclado e programação - Max Martin - Compositor, produção, tambor, teclado e programação - Bonnie McKee - Compositora - Emily Wright – engenharia - Sam Holland – engenharia | - Tucker Bodine – Assistente de engenharia - Tatiana Gottwald – Assistente de engenharia - Serban Ghenea – Mixagem - Jon Hanes - Engenharia de mixagem - Tim Roberts – Assistente de engenharia de mixagem - Lenny Pickett - Saxofone |

Fonte:

## Desempenho nas tabelas musicais
| País - Tabela musical                                        | Melhor posição |
| ------------------------------------------------------------ | -------------- |
| Alemanha - Media Control Charts                              | 16             |
| Austrália - ARIA Charts                                      | 5              |
| Áustria - Ö3 Austria Top 75                                  | 7              |
| Bélgica (Flandres) - Ultratop 50                             | 22             |
| Bélgica (Valónia) - Ultratop 40                              | 25             |
| Brasil - Billboard Brasil Hot 100                            | 15             |
| Brasil - Billboard Brasil Hot Pop                            | 1              |
| Canadá - Canadian Hot 100                                    | 1              |
| Coreia do Sul - Gaon Music Chart                             | 7              |
| Dinamarca - Hitlisten                                        | 34             |
| Eslováquia - IFPI                                            | 1              |
| Espanha - PROMUSICAE                                         | 38             |
| Estados Unidos - Adult Contemporary (Billboard)              | 29             |
| Estados Unidos - Adult Pop Songs (Billboard)                 | 1              |
| Estados Unidos - Billboard Hot 100                           | 1              |
| Estados Unidos - Hot Dance Club Songs (Billboard)            | 1              |
| Estados Unidos - Pop Songs (Billboard)                       | 1              |
| Estados Unidos - Latin Songs (Billboard)                     | 23             |
| Estados Unidos - Latin Pop Songs (Billboard)                 | 9              |
| França - SNEP                                                | 22             |
| Países Baixos - Dutch Top 40                                 | 7              |
| Hungria - MAHASZ                                             | 4              |
| Itália - FIMI                                                | 9              |
| Irlanda - IRMA                                               | 1              |
| Nova Zelândia - RIANZ                                        | 4              |
| Polónia - ZPAV                                               | 5              |
| Chéquia IFPI                                                 | 1              |
| Roménia - Romanian Top 100                                   | 56             |
| Suécia - Sverigetopplistan                                   | 33             |
| Suíça - Swiss Music Charts                                   | 20             |
| Reino Unido - UK Singles Chart (The Official Charts Company) | 9              |

| País                  | Certificações (Vendas por país) |
| --------------------- | ------------------------------- |
| Austrália (ARIA)      | 4× Platina                      |
| Itália (FIMI)         | Ouro                            |
| Nova Zelândia (RIANZ) | Platina                         |
| Reino Unido (BPI)     | Prata                           |

## Histórico de lançamento
| País           | Data               | Formato | Gravadora |
| -------------- | ------------------ | ------- | --------- |
| Estados Unidos | 6 de junho de 2011 | Airplay | Capitol   |